# 杉井明美
杉井 明美（すぎい あけみ、1950年 - ）は、千葉県出身の日本の園芸家。
都心の屋上庭園アークガーデンの専任ガーデナーであり、2009年秋から池袋コミュニティ・カレッジにて公開講座“日本の植物を楽しむ”と題し、講師も勤める。日本の気候に合った日本原産の植物にこだわって庭造りをしており、コンテナガーデンの普及に貢献し、ランドスケープデザイナーとしても活動している。
葉ボタンがあまり注目されなかった頃から「ハボタン応援団団長」として葉ボタンの地位向上に貢献してきた。

## 経歴
- 生家は、千葉県安房郡の(株)杉井農園
- 風のみどり塾 主宰
- 千葉県立安房高等学校,女子美術短期大学卒業
- ヴァンジャケット経営の観葉植物専門店「グリーンハウス404」店長を経て、フリーの園芸家になる。

現在アークヒルズ内にあるアークガーデンの専任ガーデナーとして、また、アークガーデニングクラブと六本木ヒルズガーデニングクラブが統合しHills Gardening Clubの講師としても活動。
2008年3月19日から31日まで松屋銀座で開催されたターシャ・テューダー展にて庭の植栽を担当。
2008年9月17日から29日まで心斎橋大丸ミュージアムで行われたターシャ・テューダー展でも庭の植栽を担当。
- 千葉大学非常勤講師
- 財団法人 都市緑化技術開発機構理事
- 社団法人 園芸文化協会理事
- 杉井明美のペチュニアクラブ

「さくらさくら」「うすずみ」の育成をしている。

## 受賞
杉井明美のペチュニアさくらさくら
ジャパンフラワーセレクション2006-2007
夏花壇ベスト・フラワー+ニューバリュー特別賞受賞
アークヒルズが国際的環境賞「ENERGY GLOBE AWARD」を受賞

## 主な書籍
- 杉井明美の花の寄せ植えレッスン-四季のコンテナガーデニング（主婦の友社）
- 別冊NHK趣味の園芸 簡単!コンテナガーデン（日本放送出版協会）
- 杉井明美の寄せ植えセンスアップ-四季のコンテナと作り方主婦の友社
- 自然を愉しむ都会の庭（文化出版局）
- はじめてのコンテナガーデニング 年間カレンダー付き・飾り方と楽しみ方
- はじめての草花づくり12か月 （生活シリーズ）イラスト図鑑（主婦と生活社）
- 育てて食べて遊ぼうね（小学館）
- 花図鑑鉢花 増補改訂版 （草土花図鑑シリーズ）